# Jelenkor (folyóirat, 1939–1944)
A Jelenkor 1939 októberétől 1944 márciusáig kéthetente megjelent antifasiszta, németellenes élű katolikus szellemiségű társadalmi, politikai és kulturális lap volt. Katona Jenő (1905–1978) szerkesztette, a Korunk Szava örökségét folytatta. Írói közt a katolikusok mellett ott találjuk az erdélyi, felvidéki magyar írókat, a Nyugat és az Ezüstkor alkotóit is, szerkesztőbizottságának pedig Szekfű Gyula is tagja volt.